# 長見義三
長見 義三（おさみ ぎぞう、1908年5月23日 - 1994年4月21日）は、日本の小説家。
北海道夕張郡長沼町生まれ。北海道農産物検査所に勤めるかたわら創作を始める。1928年「母胎より塚穴へ」が「小樽新聞」の懸賞小説1等入選となる。上京して谷崎精二に師事、早稲田高等学院卒後、1938年早稲田大学文学部仏文科卒。八木義徳と親交を結ぶ。1939年『姫鱒』で第9回芥川賞候補。敗戦後は千歳市の米軍キャンプで通訳を務める。最初の妻（死別）は野村尚吾の妹。1985年千歳市文化功労賞受賞、1990年北海道文化賞受賞。

## 著書
- 『姫鱒 第一小説集』砂子屋書房 1939
- 『別れの表情』新人文学叢書 宮越太陽堂書房 1940
- 『燃ゆる告白』春陽堂 1941
- 『アイヌの学校』大観堂 1942
- 『ちとせ地名散歩』北海道新聞社 1976
- 『白猿記』北海道新聞社 1977
- 『長見義三作品集』恒文社

1、アイヌの学校、1993
2、別れの表情　1993
3、北の暦、1994
- 『姫鱒』響文社 1993
- 『ちとせのウエペケレ』響文社 1994
- 『色丹島記』新宿書房 1998
- 『水仙』新宿書房 1999

## 注
1. ↑  20世紀日本人名事典